# Tarache
Tarache es un género de lepidópteros de la familia Noctuidae. Incluye las especies del Nuevo Mundo, antiormente en el género Acontia.

## Especies
- Tarache aprica grupo de especies:
  - Tarache aprica (Hübner, [1808])
  - Tarache abdominalis (Grote, 1877)
  - Tarache apela (Druce, 1889)
  - Tarache ardoris Hübner [1831]
  - Tarache assimilis (Grote, 1875)
  - Tarache cratina (Druce, 1889)
  - Tarache dacia (Druce, 1889)
  - Tarache delecta (Walker, [1858])
  - Tarache destricta Draudt, 1936
  - Tarache flavipennis (Grote, 1873)
  - Tarache isolata (Todd, 1960)
  - Tarache knowltoni (McDunnough, 1940)
  - Tarache lactipennis (Harvey, 1875)
  - Tarache lagunae ((Mustelin & Leuschner, 2000))
  - Tarache morides (Schaus, 1894) (syn: Tarache ochrochroa Druce, 1909)
  - Tarache parana (Jones, 1921)
  - Tarache phrygionis (Hampson, 1910)
  - Tarache quadriplaga (Smith, 1900) (syn: Tarache alessandra (Smith, 1903))
  - Tarache rufescens Hampson, 1910
  - Tarache sutor (Hampson, 1910)
  - Tarache tenuicula (Morrison, 1875)
  - Tarache terminimaculata (Grote, 1873)
  - Tarache tetragona (Walker, [1858])
- Tarache bilimeki grupo de especies:
  - Tarache acerba (H. Edwards, 1881) (syn: Tarache acerboides Poole, 1989)
  - Tarache albifusa (Ferris & Lafontaine, 2009)
  - Tarache areletta (Dyar, 1897)
  - Tarache areli (Strecker, 1898)
  - Tarache areloides (Barnes & McDunnough, 1912)
  - Tarache arida (Smith, 1900)
  - Tarache augustipennis Grote, 1875 (syn: Therasea flavicosta Smith, 1900)
  - Tarache axendra Schaus, 1898
  - Tarache bella (Barnes & Benjamin, 1922)
  - Tarache bilimeki (Felder & Rogenhofer, 1874) (syn: Tarache disconnecta Smith, 1903)
  - Tarache cora (Barnes & McDunnough, 1918)
  - Tarache expolita (Grote, 1882)
  - Tarache geminocula (Ferris & Lafontaine, 2009)
  - Tarache huachuca Smith, 1903 (syn: Therasea orba Smith, 1903)
  - Tarache idella (Barnes, 1905)
  - Tarache lanceolata Grote, 1879
  - Tarache major Smith, 1900
  - Tarache mizteca Schaus, 1898
  - Tarache phaenna (Druce, 1889)
  - Tarache sedata H. Edwards, 1881
  - Tarache toddi (Ferris & Lafontaine, 2009)
- Tarache lucasi grupo de especies:
  - Tarache lucasi Smith, 1900
  - Tarache vittamargo (Dyar, 1912)